# Agrotis afflouensis
Agrotis afflouensis är en fjärilsart som beskrevs av Corti 1932. Agrotis afflouensis ingår i släktet Agrotis och familjen nattflyn. Inga underarter finns listade i Catalogue of Life.